# 威廉·麦金莱总统图书馆暨博物馆
威廉·麦金莱总统图书馆暨博物馆（William McKinley Presidential Library and Museum）是第25任美国总统威廉·麦金莱的总统图书馆，位于美国俄亥俄州坎顿麦金莱国家纪念堂下方,由斯塔克县历史协会拥有和管理。坎顿是麦金利展开职业生涯的地点，从这里先后担任律师、检察官、国会议员、州长乃至总统。
博物馆收藏了世界上最多的麦金利文物，记录了他的生平，从出生到遇刺。另一个展览还探讨了麦金莱国家纪念堂的建设，以及麦金莱坎顿故居的不幸命运（在1937年被大火烧毁）。
博物馆本身拥有一个科学中心，藏有野生动物和化石。博物馆有一个临时的展览空间，叫做凯勒画廊。博物馆还有天文馆展览。博物馆还收藏了周围城市的其他文物。